# Jacko Gill
Jackson «Jacko» Gill (Auckland, Nueva Zelanda, 20 de diciembre de 1994)  es un atleta neozelandés de lanzamiento de bala. En su carrera deportiva ostenta dos títulos mundiales en categoría júnior, y uno en categoría juvenil.

## Trayectoria
Los padres de Jacko son Walter y Nerida, quienes lograron títulos nacionales en el atletismo. A la edad de diez años inició en la práctica del deporte, y ya a los catorce lograba las mejores marcas mundiales del año en el lanzamiento de bala para esa edad, de 20,42 m (5 kg) y de 17,41 m (6 kg).
Con esos antecedentes hizo su debut en el campeonato mundial júnior de 2010, donde logró la medalla de oro con un tiro de 20,76 m. Ese mismo año asistió a los Juegos Olímpicos de la Juventud de Singapur, y se adjudicó la medalla de plata por detrás de Krzysztof Brzozowski, quien registró una marca mundial juvenil de 23,23 m (5 kg). Sin embargo, Gill la superó en el mes de diciembre con un lanzamiento de 23,86 m, que sería batida por él mismo en el 2011 con 24,35 m en el campeonato mundial juvenil, y nuevamente en Nueva Zelanda con 24,45 m. Además, en categoría sénior conquistó su mejor resultado en diciembre de ese año con un tiro de 20,38 m, el cual sobrepasó el récord nacional neozelandés.
En el 2012, tras sobreponerse a lesiones, asistió al campeonato mundial júnior de Barcelona, y pudo defender con éxito su título del 2010 con un registro de 22,20 m. Para conseguir ese objetivo declinó competir en los Juegos Olímpicos de Londres. Por otro lado, un suceso lamentable ocurrió a principios del 2013 cuando trataba de separar a sus perros que se habían enfrascado en una pelea, y uno de ellos terminó mordiendo su cara. La lesión pudo haberle costado la visión de su ojo derecho.
El año 2016 hizo su debut en los grandes torneos internacionales. En el mes de marzo tomó parte del campeonato mundial en pista cubierta de Portland y se ubicó en el noveno puesto de la final con una marca de 19,93 m. Obtuvo la misma posición en los Juegos Olímpicos de Río de Janeiro, en los que su registro fue de 20,50 m.
En enero de 2017, Gill realizó un tiro 21,01 m en Lower Hutt que se convirtió en su nueva mejor marca personal. Para el mes de julio asistió a la reunión de Lausana, por la Liga de Diamante, donde se ubicó en el octavo puesto con un registro de 20,70 m. Con estas marcas previas asistió su primer campeonato mundial, el cual tuvo lugar en Londres, y pudo apuntarse para la final de la prueba en la que ocupó la novena posición con una marca de 20,82 m. Sin embargo, a finales de ese mismo año el atleta sufrió de miocarditis lo que le mantuvo alejado de las competencias en el 2018.
Tras una lenta recuperación, Gill reasumió su carrera deportiva en la temporada del 2019, hasta el punto de mejorar su propia marca personal con un tiro de 21,47 m en República Checa. Así se presentó a su segundo mundial de atletismo, celebrado en Doha, en el que nuevamente arribó a la final en la que se ubicó en el séptimo puesto con una marca de 21,45 m.

## Marcas personales
| Prueba                      | Marca   | Lugar                | Fecha      |
| --------------------------- | ------- | -------------------- | ---------- |
| L. de bala                  | 21,47 m | Mladá Boleslav (CZE) | 12/09/2019 |
| L. de bala (pista cubierta) | 19,93 m | Portland (USA)       | 18/03/2016 |